# 現代魔女図鑑
『現代魔女図鑑』（げんだいまじょずかん）は、伊咲ウタによる日本のファンタジー漫画。現代社会をベースとして「魔女」と呼ばれる魔法使いたちが存在する世界で、様々な人間関係を描いている。一迅社発行の『月刊ComicREX』にて、2014年2月号から2016年6月号まで連載。

## あらすじ
魔女と呼ばれる魔法使いが存在する現代社会で、ひとりの「大魔女」の庇護を受ける「当摩」という小さな街を舞台に、社会で様々な職業、役割を担う魔女たちの日常と、魔女と魔女でない者との様々な関わり合いが描かれるオムニバス青春ストーリーである。
本作では、女性だけではなく男性も「魔女」と呼ばれる。これについて作者は「魔女を意味するwitchという言葉には男女差がないから」としている。
「魔女」になれるのは才能を持って生まれたものだけで、その数は人口の数パーセントである。舞台の「当摩市」は静岡県浜松市がモデルになっている。
作品は1-3話の小さな物語に分割されている。それぞれの物語にはそれぞれの主人公たちがいるが、ある物語の主人公が別の物語に登場することもあり、時にはその人物がキーパーソンとなることもある。また同じ主人公たちの物語の続編も多く存在する。
個々の物語とは別に、作品を通して「大魔女」にまつわる物語も進行し、その物語が収束したところで作品は完結する。

## 登場人物
記載順は「大魔女」を除き、作品に登場した順である。また人物の登場話数を太字で記している場合は、その物語の主人公である。ただし第22話（第4巻）以降は個々の物語ではなく大魔女にまつわる物語が進展していくため、誰が主人公とは言えない。
オムニバス形式であるため登場人物が多く、氏名が分からない者もいる。初登場時には不明だが後の話で判明する場合もある。
大魔女（おおまじょ）
当摩の街を庇護する、街で最も強い能力を持つ魔女。街の魔女からだけでなく、魔女でないものからも尊敬を集めている。多くの物語で「大魔女様」について語られ、また脇役として登場することもある。

### 第1巻で初登場の人物
三州 マリ（さんす マリ）
三州エリの姉。大魔女の元で修行をする魔女で、次期の大魔女補佐官とみられている。修行の傍ら、魔法を活かした便利屋のようなことをやっている。
大魔女のすぐ側にいる性質上、大魔女の物語が展開する上で重要な役回りを努める。
三州 エリ（さんす エリ）
中学生。三州マリの妹。自らを姉と比較し、才能や容姿にコンプレックスを抱いている。
河野 ありす（こうの ありす）
当摩北高校に通う高校生。「魔女部」部長。魔女のコスプレをして学校の廊下で露店を出すなどしており、クラスメイトからは変人と呼ばれている。中学時代から孤独であり、魔女部も独りで続けていた。
増田 卓也（ますだ たくや）
同じく当摩北高校に通う高校生。「魔女部」副部長。ヒーローに憧れる少年だったが、魔女の才能にトラウマを植え付けられ、魔女の才能を持っていることを隠したまま高校生になった。そこで河野ありすと出会い、紆余曲折の末に魔女部に入部。いつの間にか副部長に任命される。
奥野 ミヨ（おくの ミヨ）
魔力のせいで体の成長が止まったまま大人になった、奥野りょうの妻。
奥野 りょう（おくの りょう）
奥野ミヨの夫。美容師見習い。
園田 しえる（そのだ しえる）
高校生。予言魔法を扱い、「天才魔女現わる」とまで言われた魔女。よく屋上でサボっている。
内海 朔（うつみ さく）
高校生。授業をサボって屋上にいるときに園田しえると出会い、話をするようになる。

### 第2巻で初登場の人物
流浪の魔女
魔女の力を使った料理の教室を開いている。智ちんと友人たちに「男のハートをがっちりつかむ」レシピを教える。
智ちん
友人たちに連れられて、しぶしぶ魔女の料理教室にやってくる。自分は付き添いだ、といいながらも熱心に料理に取り組む。
デプ朗
「智ちん」の家で飼われている猫。元々は「チロル」という名だったが、太りすぎたことで今の名前になった。この先の話でもしばしば登場するキーキャットである。
榛村 コータロー（しんむら コータロー）
魔女高校生が魔方陣と飛行術を使って人間を打ち上げ、その高さを競う競技「高校魔法ロケット（まほロケ）」に参加する「当摩二高魔法ロケット部（まほロケ部）」の部員。「乗り手」と呼ばれる、打ち上げられる役を担当する男子。
ユーリ
コータローの従姉妹で、「まほロケ部」メンバーたちの幼なじみ。小さなころから身体が弱く、入退院を繰り返している。
富田（とみた）
「まほロケ部」の部長。「陣手」と呼ばれる、打ち上げる役を担当する男子。
浅井（あさい）
「まほロケ部」の部員。同じく「陣手」の女子。神宮司のことが気にかかっている。
神宮司（じんぐうじ）
「まほロケ部」の部員。同じく「陣手」の男子。浅井からナルシスト呼ばわりされている。
室井 香美（むろい こうみ）
魔法医療専門の魔術科医でユーリの主治医。「まほロケ」で日本記録を保持している高校の初代部長だった。美人で強い意志を持つが、オフのときは髪はぼさぼさで気力も抜ける。
鳥居の魔女
当摩の海岸にある「竜門神社」を護る巫女で大魔女の妹。年齢不詳。関西弁を使い下ネタを話す。第25話で下の名前が登場する。

### 第3巻で初登場の人物
島 達郎（しま たつろう）
三州エリ（第1話登場）の従弟。
カエデ
「魔法部」の新入部員。
友永 洋一
智ちん（第6話登場）の兄
キワさん
デプ朗（第6話登場）の拾い主。彼女はチロルと名付けた。
かなめ
友永洋一とキワさんの子ども。
小峰 育美（こみね いくみ）
戸成 徹也（となり てつや）
カコちゃん
お姉ちゃん（アセト）
望月さん（もっちゃん）
猫又。第27話で本名が判明する。

### 登場人物グループ
北当摩高校 魔法部
- メンバー： 河野ありす、増田卓也、カエデ
- 主人公になっている物語： 第2,3話、第13話、第18話（カエデは第13話、第18話）。

河野の魔力を増田が補い、術式の強度は河野が補っており、二人そろって力を発揮するタイプの魔女。第13話のおまけ漫画で「テクニック担当の河野ありす、パワー担当の増田卓也、レーダー担当のカエデ」という表現がなされた。
当摩第二高校 魔法ロケット部（まほロケ部）
- メンバー： 榛村コータロー（乗り手）、富田（部長、陣手）、浅井（陣手）、神宮司（陣手）、ユーリ（マネージャー）、室井（コーチ）
- 主人公になっている物語： 第7～9話

「魔法ロケット（まほロケ）」競技に参加するための部。通称「まほロケ部」。ユーリと室井は第9話の後に加わる。物語の始めでは成績が伸び悩んでいたが、ユーリの件をきっかけに特殊な魔方陣を作ることで、地球を下に見るほどまで高く飛ぶことができた。おまけ漫画で、ユーリと室井が加わってから厳しい訓練をしている様子が描かれている。
魔族の双子とそのメイド
- メンバー： ヴァン、ティア、涼子
- 主人公になっている物語： 第19,20話

魔族の双子である男の子ヴァンと女の子ティアと契約し、下僕にされた涼子だが、双子が見放された子どもであると感じ、母親代わりになっていく。
50年前の当摩
- メンバー： 恵子、光子、望月、月光

第22話から最終話（第28話）まで連なる物語に登場する人々。

## 書誌情報
- 伊咲ウタ『現代魔女図鑑』一迅社〈REXコミックス〉、全5巻
  1. 2014年6月27日発売（2014年7月5日初版発行) ISBN 978-4-7580-6452-1
  2. 2015年1月27日発売（2015年2月5日初版発行) ISBN 978-4-7580-6491-0
  3. 2015年6月27日発売（2015年7月5日初版発行) ISBN 978-4-7580-6513-9
  4. 2015年11月27日発売（2015年12月5日初版発行) ISBN 978-4-7580-6553-5
  5. 2016年5月27日発売（2016年6月5日初版発行) ISBN 978-4-7580-6584-9